# Sultanaat van Sennar
Het sultanaat Sennar (naar de hoofdstad Sennar), ook bekend als Funjistan, sultanaat van de Funj of Blauw sultanaat (vanwege de traditionele Soedanese conventie om zwarte mensen blauw te noemen) (Arabisch), was een monarchie in het huidige Soedan, noordwestelijk Eritrea en westelijk Ethiopië. Het sultanaat werd in 1504 gesticht door de Funj en bekeerde zich al snel tot de islam. Aanvankelijk was deze bekering slechts in naam. Totdat in de 18e eeuw een meer orthodoxe vorm van de islam voet aan de grond kreeg, bleef de staat een "Afrikaans rijk met een islamitische façade". Het bereikte zijn hoogtepunt aan het einde van de 17e eeuw, maar raakte in verval en viel uiteindelijk uiteen in de 18e en 19e eeuw. In 1821 gaf de laatste sultan, wiens macht sterk was afgenomen, zich zonder slag of stoot over aan de invasie door Ottomaans Egypte. 

## Geschiedenis

### Oorsprong
Het christelijke Nubië, vertegenwoordigd door de twee middeleeuwse koninkrijken Makuria en Alodia, begon vanaf de 12e eeuw in verval te raken. In 1365 was Makuria vrijwel ingestort en gereduceerd tot een reststaat die beperkt was tot Neder-Nubië, totdat het uiteindelijk rond 150 jaar later verdween. Het lot van Alodia is minder duidelijk. Er is gesuggereerd dat de staat al in de 12e eeuw of kort daarna is ingestort, aangezien archeologen suggereren dat Soba in deze periode niet langer als hoofdstad werd gebruikt. In de 13e eeuw leek Centraal-Soedan uiteen te vallen in verschillende kleine staten. Tussen de 14e en 15e eeuw werd Soedan overspoeld door bedoeïenenstammen. In de 15e eeuw zou een van deze bedoeïenen, die in de Soedanese traditie Abdallah Jammah wordt genoemd, een stammenfederatie hebben opgericht en vervolgens de restanten van Alodia hebben verwoest. Begin 16e eeuw werd de federatie van Abdallah aangevallen door indringers uit het zuiden, de Funj. 
De etnische achtergrond van de Funj is nog steeds omstreden. De eerste en tweede van de drie meest prominente theorieën suggereren dat het óf Nubiërs óf Shilluk waren, terwijl de Funj volgens de derde theorie geen etnische groep waren, maar een sociale klasse.   
In de 14e eeuw was een moslim Funj-handelaar genaamd al-Hajj Faraj al-Funi betrokken bij de handel in de Rode Zee. Volgens mondelinge overleveringen kwamen de Dinka, die sinds de desintegratie van Alodia in de 13e eeuw stroomopwaarts langs de Witte en Blauwe Nijl migreerden, in conflict met de Funj, die door de Dinka werden verslagen. Eind 15e/begin 16e eeuw arriveerden de Shilluk bij de samenvloeiing van de Sobat en de Witte Nijl, waar ze een sedentair volk tegenkwamen dat volgens de Shilluk-tradities Apfuny, Obwongo en/of Dongo wordt genoemd. Dit volk wordt nu gelijkgesteld met de Funj. Er wordt gezegd dat ze verfijnder waren dan de Shilluk, en ze werden verslagen in een reeks wrede oorlogen en werden vervolgens geassimileerd of naar het noorden verdreven. Anti-Funj-propaganda uit de latere periode van het koninkrijk verwees naar de Funj als "heidenen van de Witte Nijl" en "barbaren" die afkomstig waren uit de "primitieve zuidelijke moerassen". 
In 1504 versloegen de Funj Abdallah Jammah en stichtten het sultanaat van Funj. 

### Ottomaanse dreiging en opstand van Ajib

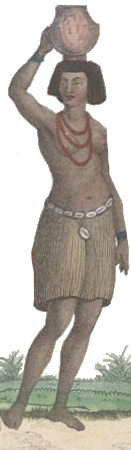
Jonge vrouw uit Sennar

In 1523 werd het koninkrijk bezocht door de Joodse reiziger David Reubeni, die zich vermomde als een sjarief. Sultan Amara Dunqas, zo schreef Reubeni, reisde voortdurend door zijn koninkrijk. De sultan, die "over zwarte en blanke mensen heerste" tussen de regio ten zuiden van de samenvloeiing van de Nijl tot aan Dongola in het noorden, bezat grote kuddes van verschillende soorten vee en gaf bevel over een groor aantal kapiteins te paard. Twee jaar later vermeldde de Ottomaanse admiraal Selman Reis Amara Dunqas en zijn koninkrijk, en noemde het zwak en gemakkelijk te veroveren. Hij verklaarde ook dat Amara een jaarlijkse schatting van 9.000 kamelen aan het Ethiopische Rijk betaalde. Een jaar later bezetten de Ottomanen Sawakin, dat daarvoor geassocieerd was met Sennar. Het lijkt erop dat de Funj een bondgenootschap met Ethiopië sloten om de Ottomaanse expansie in de Rode Zeeregio tegen te gaan. Naast kamelen is bekend dat de Funj ook paarden naar Ethiopië exporteerden, die vervolgens werden gebruikt in de oorlog tegen het sultanaat Adal. De grenzen van Funj werden tijdens de oorlog overvallen door Ahmed Gurey, die veel slaven meenam voordat hij stopte bij het Takagebergte, in de buurt van het huidige Kassala.  
Voordat de Ottomanen in 1555 voet aan de grond kregen in Ethiopië, werd Özdemir Pasha benoemd tot beylerbey van het (nog te veroveren) eyalet Habesh. Hij probeerde stroomopwaarts langs de Nijl op te rukken om de Funj te veroveren, maar zijn troepen kwamen in opstand toen ze de eerste cataract van de Nijl naderden. Tot 1570 hadden de Ottomanen zich echter gevestigd in Qasr Ibrim in Neder-Nubië, waarschijnlijk een preventieve zet om Opper-Egypte te beveiligen tegen de agressie van de Funj. Veertien jaar later waren ze zo ver naar het zuiden doorgedrongen als de derde cataract van de Nijl en probeerden vervolgens Dongola te veroveren, maar in 1585 werden ze verpletterd door de Funj in de slag bij Hannik. Daarna zou het slagveld, dat zich net ten zuiden van de derde Nijlcataract bevond, de grens tussen de twee koninkrijken markeren. Eind 16e eeuw drongen de Funj op richting de eyalet Habesh en veroverden het noordwesten van Eritrea. Toen de Ottomanen er niet in slaagden om vooruitgang te boeken tegen zowel het sultanaat van de Funj als Ethiopië, lieten ze hun expansiepolitiek varen. Vanaf de jaren 1590 verdween de Ottomaanse dreiging, waardoor de alliantie tussen de Funj en Ethiopië overbodig werd en de betrekkingen tussen de twee staten op het punt stonden te veranderen in openlijke vijandigheid. Nog in 1597 werden de betrekkingen echter als vriendschappelijk beschreven, met een bloeiende handel. 
Ondertussen kwam onder het bewind van sultan Dakin (1568-1585) Ajib aan de macht, een kleine koning van Noord-Nubië. Toen Dakin terugkeerde van een mislukte campagne in de grensgebieden tussen Ethiopië en Soedan, had Ajib genoeg macht verworven om grotere politieke autonomie te eisen en te krijgen. Een paar jaar later dwong hij sultan Tayyib om met zijn dochter te trouwen, waardoor Tayyib en zijn zoon en opvolger, Unsa, feitelijk zijn vazallen werden. Unsa werd uiteindelijk in 1603/1604 afgezet door Abd al-Qadir II, wat Ajib ertoe aanzette het hart van Funj binnen te vallen. Zijn legers dreven de Funj-heerser naar het zuidoosten. Ajib regeerde dus feitelijk over een rijk dat zich uitstrekte van Dongola tot Ethiopië. Abd el-Qadir II, uiteindelijk afgezet in december 1606, vluchtte naar Ethiopië en onderwierp zich aan keizer Susenyos, waardoor deze de kans kreeg om in te grijpen in de zaken van het sultanaat. De nieuwe sultan van Funj, Adlan I, slaagde er echter in het tij van de oorlog tegen Ajib te keren, en hem uiteindelijk in 1611 of 1612 te doden. Terwijl hij de restanten van Ajibs leger naar het noorden achtervolgde, werd Adlan II zelf afgezet en opgevolgd door een zoon van de voormalige sultan Abd al-Qadir II, Badi I. Hij vaardigde een vredesverdrag uit met de zonen van Ajib, waarin hij ermee instemde de staat Funj feitelijk te splitsen. De opvolgers van Ajib, de Abdallabi, zouden alles ten noorden van de samenvloeiing van de Blauwe en de Witte Nijl krijgen, waarover zij zouden heersen als vazalkoningen van Sennar. Daarom verloren de Funj de directe controle over een groot deel van hun koninkrijk. 
In 1618-1619 hielp bahr negash Gebre Mariam, heerser van de Medri Bahri, keizer Susenyos in een militaire campagne tegen het sultanaat. Susenyos stuurde bahr Gebre om Mandara aan te vallen, wiens koningin, Fatima, een strategische karavaanweg vanuit Sawakin controleerde. De bahr negash slaagde erin koningin Fatima gevangen te nemen, die hij terugstuurde naar het paleis van keizer Susenyos in Danqaz (Gorgora), waarna zij zich opnieuw aan het Ethiopische rijk onderwierp. 

### 17e-eeuwse bloei

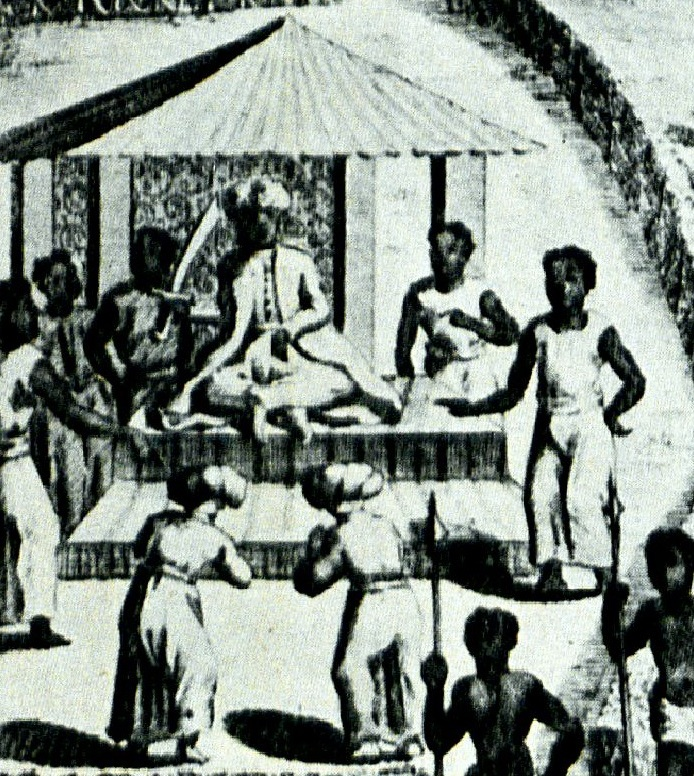
Eigentijdse, zij het romantiserende, voorstelling van sultan Badi III die Theodor Krump ontvangt. Meer dan honderrd jaar later zou een ooggetuige Badi VII, de laatste Funj-sultan, beschrijven als iemand die een gewaad en een tuniek en een gehoornde muts van rijke Indiase stof droeg. Hij reed op een paard met een tuig versierd met goud en zilver en een pluim gemaakt van struisvogelveren.

De onderwerping van Abd al-Qadir II aan de Ethiopische keizer en de mogelijkheid van een daaropvolgende invasie bleven een probleem voor de Funj-sultans. Adlan I was blijkbaar te zwak om iets aan deze situatie te doen, maar Badi I was in staat om de zaken in eigen hand te nemen. Een rijk geschenk van Susenyos, dat hij wellicht stuurde in de overtuiging dat de opvolgers van Abd al-Qadir II de onderwerping van laatstgenoemde zouden eren, werd ruw beantwoord met twee kreupele paarden en eerste invallen op Ethiopische posten. Susenyos, die elders verbleef, reageerde pas in 1617 op deze agressieve daad toen hij verschillende provincies van Funj plunderde. Deze wederzijdse plunderingen escaleerden uiteindelijk in een volwaardige oorlog in 1618 en 1619, wat resulteerde in de verwoesting van veel van de oostelijke provincies van de Funj. Er vond ook een veldslag plaats, die volgens Ethiopische bronnen een overwinning was. Dit wordt echter betwijfeld omdat de Ethiopische troepen zich direct daarna terugtrokken. Na de oorlog leefden de twee landen meer dan een eeuw lang in vrede. 
De Funj-sultan die tijdens de oorlog regeerde, Rabat I, was de eerste in een reeks van drie monarchen onder wie het sultanaat een periode van welvaart, expansie en toegenomen contacten met de buitenwereld inging, maar ook met verschillende nieuwe problemen werd geconfronteerd. 
In de 17e eeuw werden de Shilluk en Sennar gedwongen een ongemakkelijke alliantie aan te gaan om de groeiende macht van de Dinka te bestrijden. Nadat de alliantie haar zaak had beslecht, bezette sultan Badi II in 1650 de noordelijke helft van het koninkrijk van de Shilluk. Onder zijn bewind versloegen de Funj het koninkrijk Taqali in het westen en maakten de heerser ervan tot zijn vazal. 

### Neergang

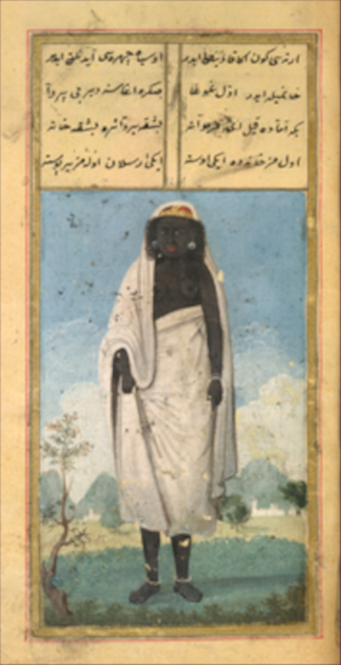
Soedanese vrouw in een Ottomaanse miniatuur uit de late 18e eeuw

Sennar bereikte zijn hoogtepunt aan het einde van de 17e eeuw, maar in de 18e eeuw begon de macht van de monarchie af te nemen. De grootste uitdaging voor het gezag van de sultan waren de door handelaren gefinancierde oelama die volhielden dat het hun rechtmatige plicht was om recht te spreken. 
Rond 1718 werd de vorige dynastie, de Unsab, door een staatsgreep omvergeworpen en vervangen door Nul. Hoewel hij familie was van de vorige sultan, stichtte hij feitelijk zijn eigen dynastie.
In 1741 en 1743 voerde de jonge Ethiopische keizer Iyasu II invallen in westelijke richting uit, in een poging om snel militaire roem te verwerven. In maart 1744 verzamelde hij een leger van 30.000 tot 100.000 man voor een nieuwe expeditie, die aanvankelijk bedoeld was als een zoveelste rooftocht, maar al snel veranderde in een veroveringsoorlog. Aan de oevers van de Dinder vochten de twee staten een hevige strijd uit, die in het voordeel van Sennar uitviel. James Bruce merkte op dat Iyasu II zijn weg terug naar Ethiopië plunderde, waardoor hij zijn campagne als een succes kon presenteren. Ondertussen maakte Badi IV's afweer tegen de Ethiopische invasie hem tot een nationale held. De vijandelijkheden tussen de twee staten duurden voort tot het einde van de regering van Iyasu II in 1755. De spanningen die door deze oorlog werden veroorzaakt, werden in 1773 nog steeds waargenomen. De handel werd al snel na het conflict hervat, zij het op beperkte schaal. 

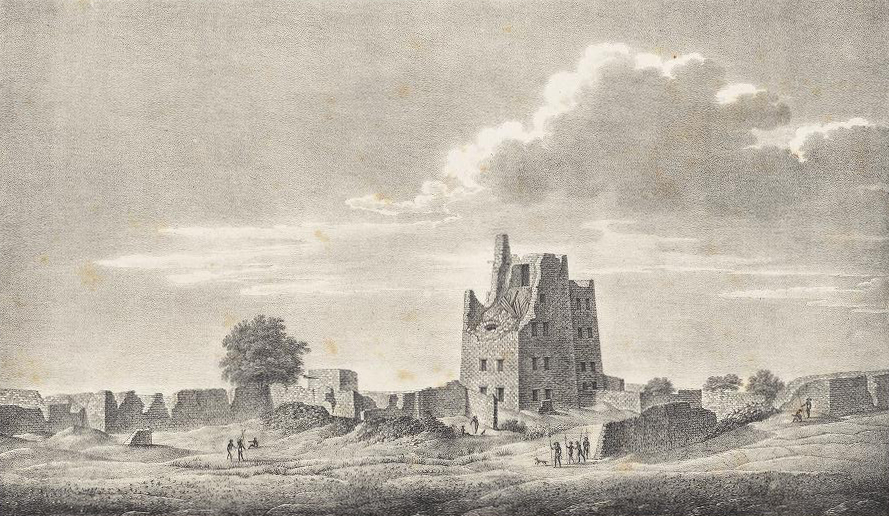
Ten tijde van de Egyptische invasie in 1821 lag het paleis van Sennar al in puin

Er is geopperd dat het Badi's overwinning op de Ethiopiërs was die zijn macht versterkte: in 1743/1744 zou hij zijn vizier hebben laten executeren en de teugels in handen hebben genomen. Hij probeerde een nieuwe machtsbasis te creëren door de vorige heersende clan te zuiveren, de adel hun land te ontnemen en in plaats daarvan cliënten uit de westelijke en zuidelijke periferie van zijn rijk macht te geven. Een van deze cliënten was Muhammad Abu Likaylik, een Hamaj (een algemene Soedanese term die werd gebruikt voor de pre-Funj, niet-Arabische of semi-gearabiseerde mensen van de Gezira en de Ethiopisch-Soedanese grensgebieden) afkomstig uit het oosten van Fazughli, aan wie in 1747/1748 land werd toegekend dat direct ten zuiden van Sennar lag. Hij was een cavaleriecommandant die de taak had Kordofan te pacificeren, dat een slagveld was geworden tussen de Funj en de Musabb'at, vluchtelingen uit het sultanaat van Darfur. De Fur hadden de overhand tot 1755, toen Abu Likayik er uiteindelijk in slaagde Kordofan te overrompelen en het tot zijn nieuwe machtsbasis te maken. Ondertussen werd sultan Badi steeds impopulairder vanwege zijn repressieve maatregelen. Uiteindelijk werd Abu Likayik door ontevreden Funj-edelen, van wie velen in Kordofan woonden, overtuigd om naar de hoofdstad op te trekken. In 1760/1761 bereikte hij Alays aan de Witte Nijl, waar een raad werd gehouden waarin Badi formeel werd afgezet. Daarna belegerde hij Sennar, dat hij op 27 maart 1762 binnentrok. Badi vluchtte naar Ethiopië, maar werd in 1763 vermoord. Zo begon het Hamaj-regentschap, waar de Funj-monarchen marionetten van de hamaj werden. 

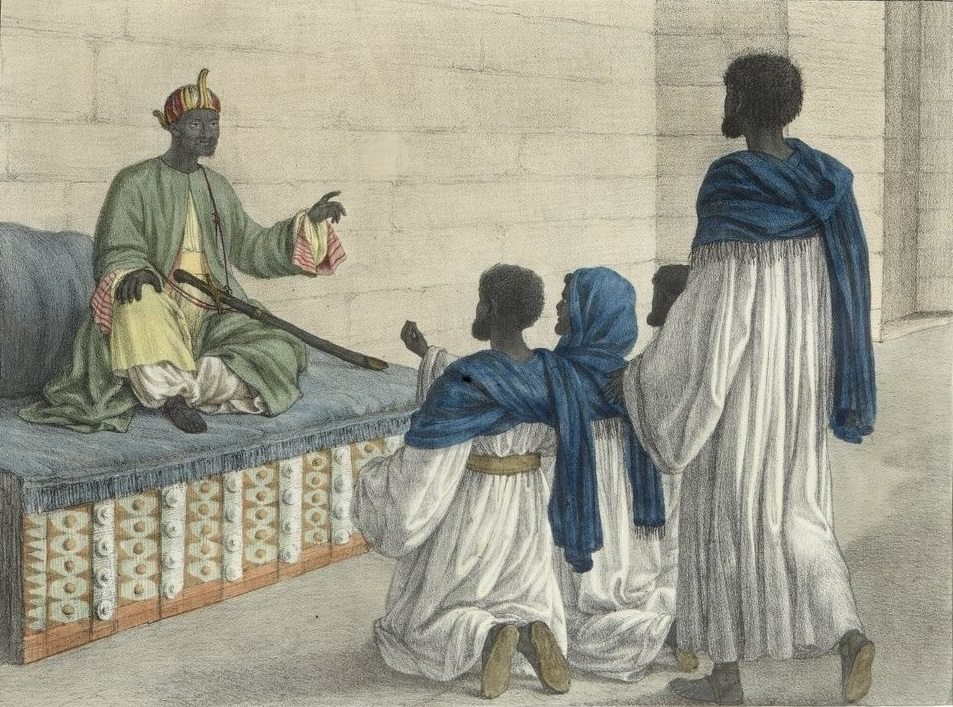
Een Funj-koning van Sennar en zijn ministers zoals afgebeeld in een boek van Félix Mengin, 1823

Abu Likayik stelde een ander lid van de koninklijke familie aan als zijn marionettensultan en regeerde als regent. Dit was het begin van een langdurig conflict tussen de Funj-sultans, die hun onafhankelijkheid en autoriteit wilden herstellen, en de Hamaj-regenten, die de controle over de werkelijke macht van de staat wilden behouden. Deze interne verdeeldheid verzwakte de staat enorm en eind 18e eeuw nam Mek Adlan II, zoon van Mek Taifara, de macht over, in een turbulente periode waarin de Turkse aanwezigheid in het koninkrijk Funj werd gevestigd. De Turkse heerser, Al-Tahir Agha, trouwde met Khadeeja, dochter van Mek Adlan II. Dit maakte de weg vrij voor de assimilatie van de Funj in het Ottomaanse Rijk. 

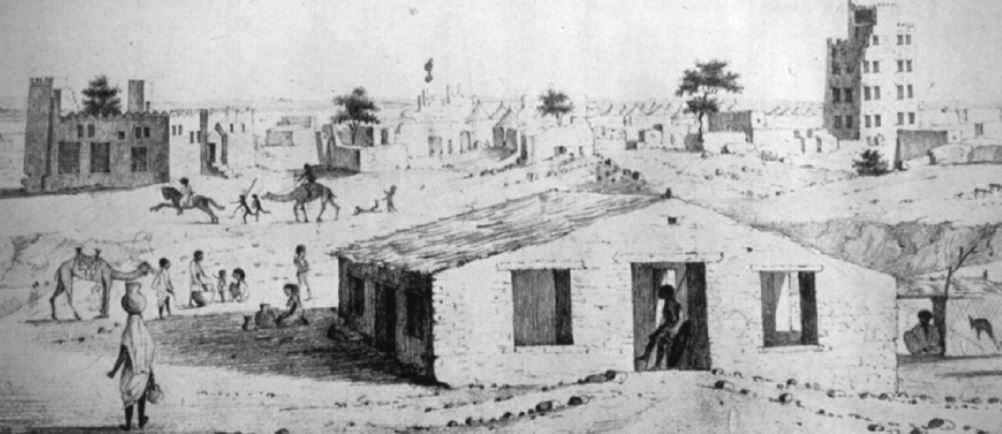
Sennar in 1821

In de tweede helft van de 18e eeuw vond er een snelle desintegratie van de Funj-staat plaats. In 1785/1786 veroverden de Fur het sultanaat Kordofan, dat ze tot de Egyptische invasie van 1821 in handen wisten te houden. In de tweede helft van de 18e eeuw verloor Sennar de Tigre in het huidige Eritrea aan de opkomende naib ("plaatsvervanger") van Massawa, terwijl Taka zich na 1791 rond de Soedanese Mareb-rivier onafhankelijk maakte. De Shukriya werden de nieuwe dominante macht in Butana. De lange tijd geïsoleerde provincie Dongola viel uiteindelijk in handen van de Shaiqiya rond 1782, die een loyale marionettendynastie installeerden. Na 1802 werd het gezag van het sultanaat definitief beperkt tot de Gezira.  
In de eerste jaren van de 19e eeuw werd het koninkrijk geteisterd door hevige burgeroorlogen. Regent Muhammad Adlan, die in 1808 aan de macht kwam en wiens vader door een krijgsheer uit die tijd was vermoord, wist een einde te maken aan deze oorlogen en slaagde erin het koninkrijk nog eens dertien jaar te stabiliseren. 

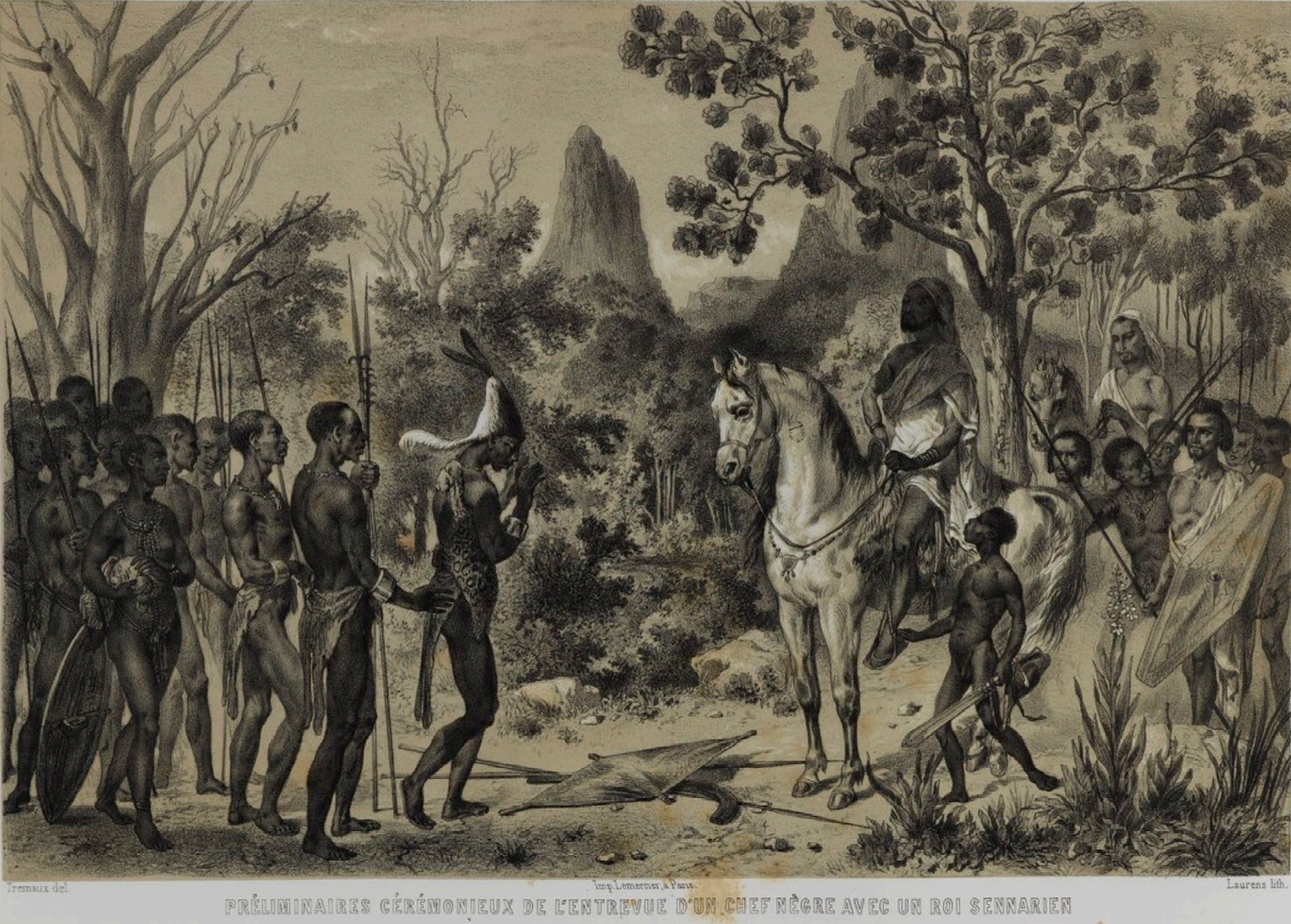
Na de verovering van Sennar werden de Funj Egyptische vazalkoningen die over de bergen van de centrale Gezira heersten. Op deze afbeelding uit het midden van de 19e eeuw ontmoet een Funj-koning (te paard) een lokale leider

In 1820 begon Ismail bin Muhammad Ali, de generaal en zoon van de Ottomaanse vazal Muhammad Ali Pasha, met de verovering van Soedan. Toen Muhammad Adlan besefte dat de Turken zijn gebied gingen veroveren, bereidde hij zich voor op verzet en gaf hij opdracht om het leger te verzamelen bij de samenvloeiing van de Nijl. Begin 1821 werd hij echter het slachtoffer van een complot nabij Sennar. Een van de moordenaars, een man genaamd Daf'Allah, reed terug naar de hoofdstad om de onderwerpingsceremonie van sultan Badi VII aan de Turken voor te bereiden. De Turken bereikten de samenvloeiing van de Nijl in mei 1821. Daarna reisden ze stroomopwaarts de Blauwe Nijl op totdat ze Sennar bereikten. Ze waren teleurgesteld toen ze hoorden dat Sennar, ooit een reputatie van rijkdom en pracht genietend, nu was gereduceerd tot een puinhoop. Op 14 juni ontvingen zij de officiële indiening van Badi VII. 

## Regering

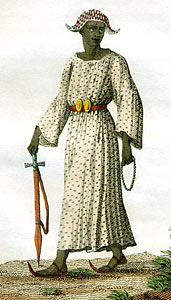
Een manjil van Fazughli

De sultans van Sennar waren machtig, maar niet absoluut. Een raad van 20 oudsten had namelijk ook inspraak in de beslissingen van de staat. Onder de koning stonden de minister-president, de amin en de jundi, die toezicht hielden op de markt en fungeerden als commandant van de staatspolitie en de inlichtingendienst. Een andere ambtenaar van het hooggerechtshof was sid al-qum, een koninklijke lijfwacht en beul. Alleen hij mocht koninklijk bloed vergieten, aangezien hij de opdracht had alle broers van een pas gekozen koning te doden om burgeroorlogen te voorkomen. 
De staat was verdeeld in verschillende provincies, bestuurd door een manjil. Elke provincie was weer verdeeld in subprovincies die bestuurd werden door een makk, die elk ondergeschikt waren aan hun eigen manjil. De belangrijkste manjil was die van de Abdallabs, gevolgd door de Alays bij de Witte Nijl, de koningen van de regio van de Blauwe Nijl en ten slotte de rest. De koning van Sennar oefende zijn invloed uit onder de manjils door hen te dwingen te trouwen met een vrouw uit de koninklijke clan, die als spionnen voor de koning fungeerde. Er zat ook altijd een lid van de koninklijke familie naast hen, die hun gedrag observeerde. Bovendien moesten de manjils elk jaar naar Sennar reizen om eerbetoon te betalen en verantwoording af te leggen voor hun daden. 
Het was onder koning Badi II dat Sennar de vaste hoofdstad van de staat werd en dat er schriftelijke documenten over bestuurlijke zaken verschenen, waarvan het oudst bekende document dateert uit 1654. 

## Leger

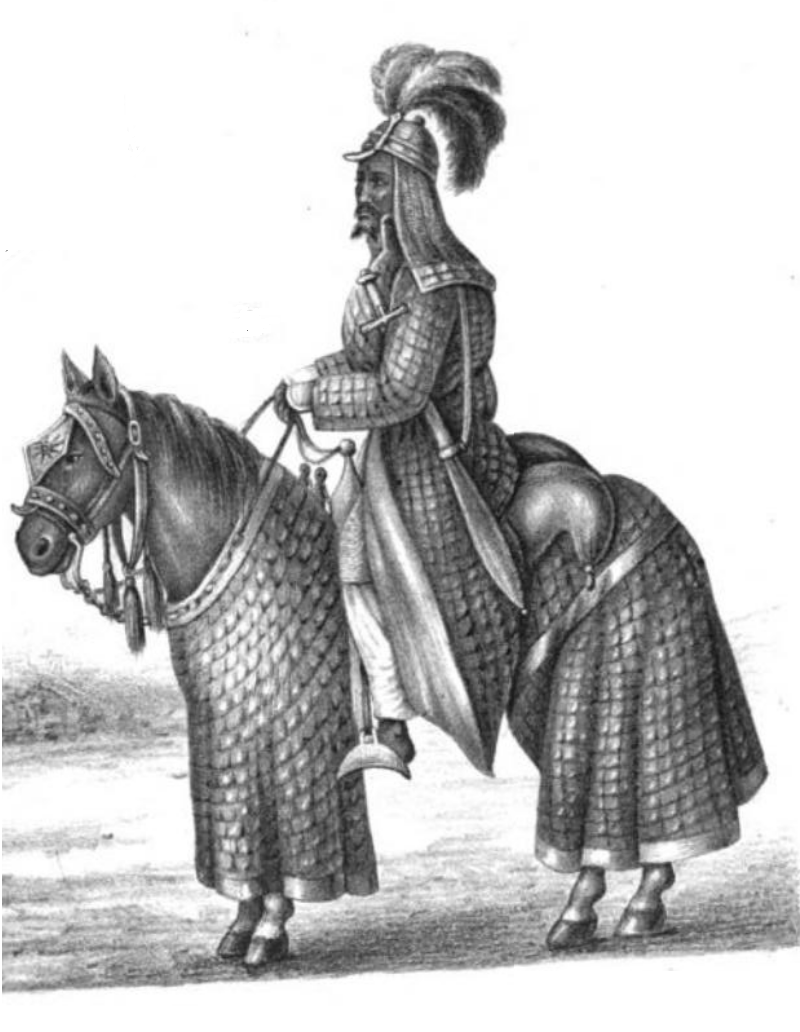
Een gepantserde Shukuri-ruiter in 1879

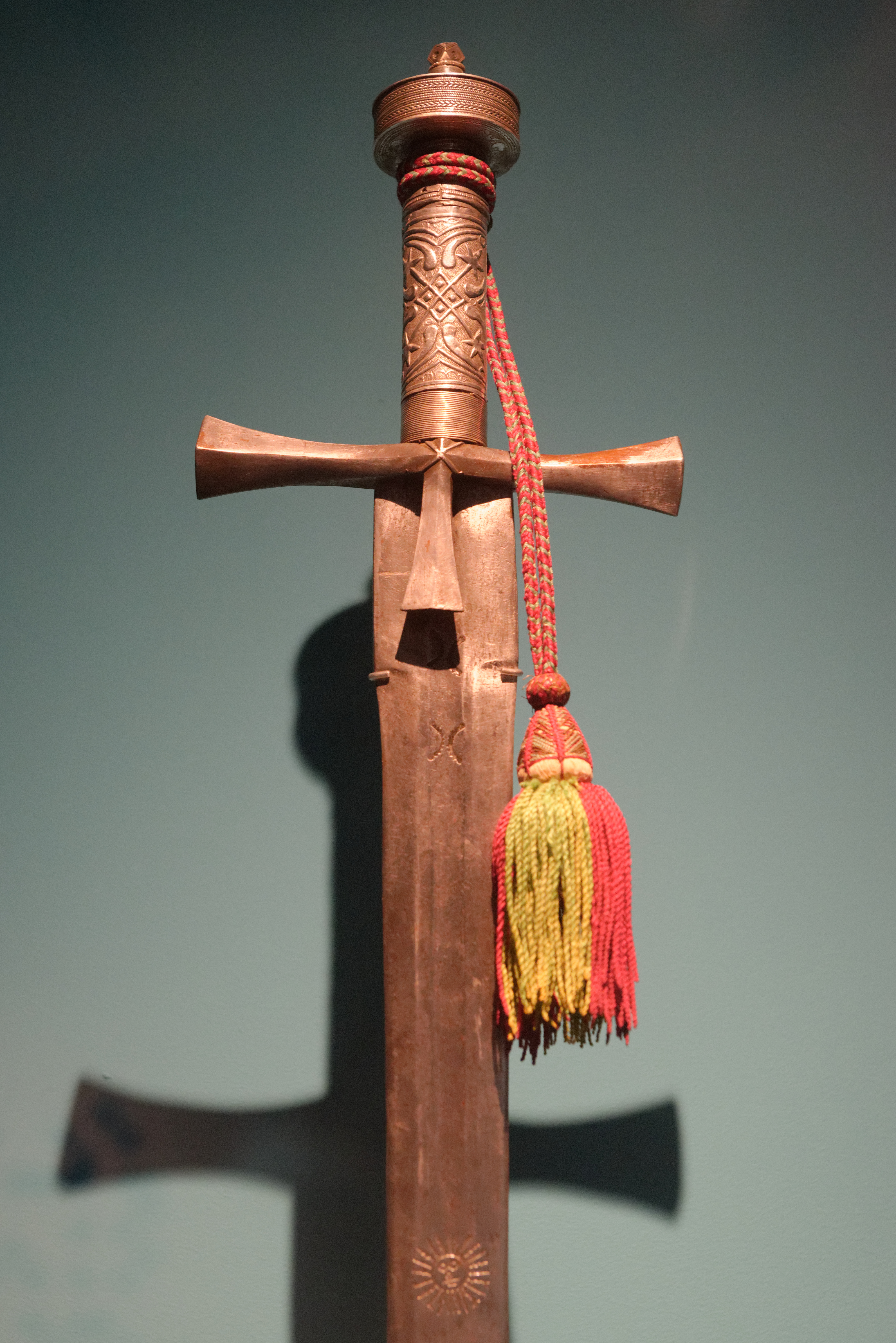
Zwaard van Nasir ibn Badi IV. Nationale Corporatie voor Oudheden en Musea van Soedan

Het leger van Sennar was feodaal. Elk adellijk huis kon een militaire eenheid op de been brengen, waarvan de sterkte werd afgemeten aan het aantal ruiters. Hoewel de bevolking over het algemeen bewapend was, werd ze slechts zelden opgeroepen voor de oorlog, in geval van uiterste nood. De meeste Funj-krijgers waren slaven die traditioneel gevangen werden genomen tijdens jaarlijkse slavenaanvallen, salatiya genaamd, gericht op de stateloze niet-moslims in het Nuba-gebergte, die pejoratief Fartit werden genoemd. Het leger was verdeeld in infanterie, vertegenwoordigd door een functionaris genaamd muqaddam al-qawawid, en cavalerie, vertegenwoordigd door de muqaddam al-khayl. De sultan leidde zelden legers in de strijd en benoemde in plaats daarvan een commandant voor de duur van de campagne, genaamd amin jaysh al-sultan. Op het hoogtepunt kon het sultan van Funj waarschijnlijk ongeveer 5.000 ruiters op de been brengen, terwijl James Bruce in 1772 schatte dat het aantal lichtbewapende slavenkrijgers die als infanterie vochten ongeveer 14.000 man bedroeg. Nomadische krijgers die voor de Funj vochten hadden een eigen leider, de aqid of qa'id. Er werden ook huurlingen van de Shilluk en de Dinka ingezet. 
De wapens van de Funj-krijgers bestonden uit stootlansen, werpmessen, speren, schilden van leer en, het belangrijkste, lange brede zwaarden die met twee handen konden worden gehanteerd. Gepantserde vesten bestonden uit leer of quilts en daarnaast maliënkolders, terwijl de handen werden beschermd door leren handschoenen. Op de hoofden werden helmen van ijzer of koper gedragen. De paarden waren ook gepantserd, met dikke dekens, koperen hoofddeksels en borstplaten. Hoewel er lokaal pantser werd vervaardigd, werd het soms ook geïmporteerd. Eind 17e eeuw probeerde sultan Badi III het leger te moderniseren door vuurwapens en zelfs kanonnen te importeren, maar deze werden na zijn dood snel genegeerd, niet alleen omdat de import duur en onbetrouwbaar was, maar ook omdat de traditioneel bewapende elites bang waren voor hun macht. James Bruce merkte op dat de sultan "geen enkel musket in zijn hele leger had". 40 jaar later merkte Johann Ludwig Burckhardt op dat Mek Nimr, de inmiddels onafhankelijke heer van Shendi, een kleine troepenmacht onderhield die was bewapend met musketten die hij van Egyptische handelaren had gekocht of gestolen. Hoewel ze in slechte staat waren, was hun loutere vertoon al voldoende om terreur te veroorzaken onder Nimrs vijanden. In 1820 werd gezegd dat de Shaiqiya een paar pistolen en geweren hadden, hoewel de overgrote meerderheid nog steeds traditionele wapens gebruikte. 

## Religie

### Islam

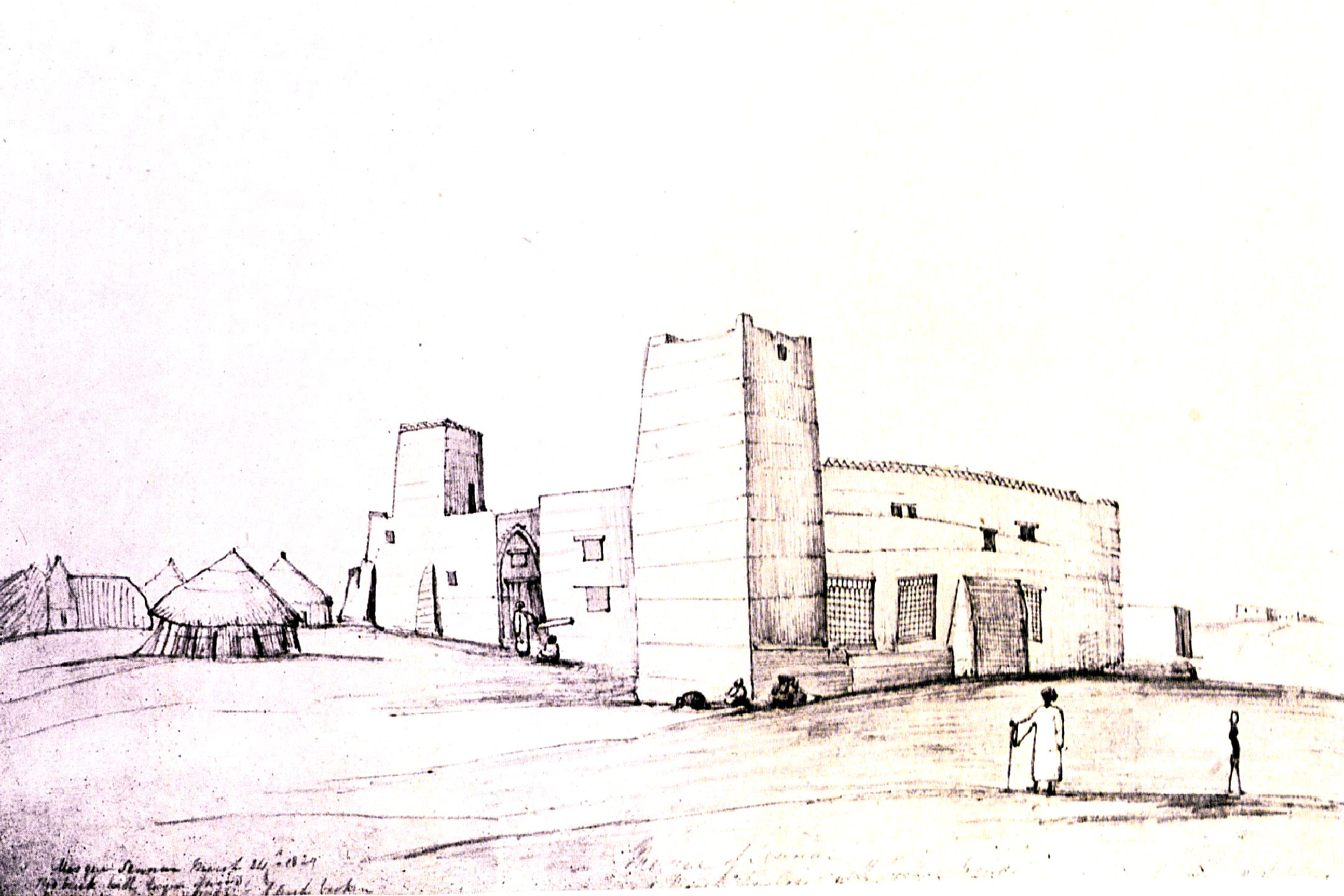
De moskee van Sennar in 1829

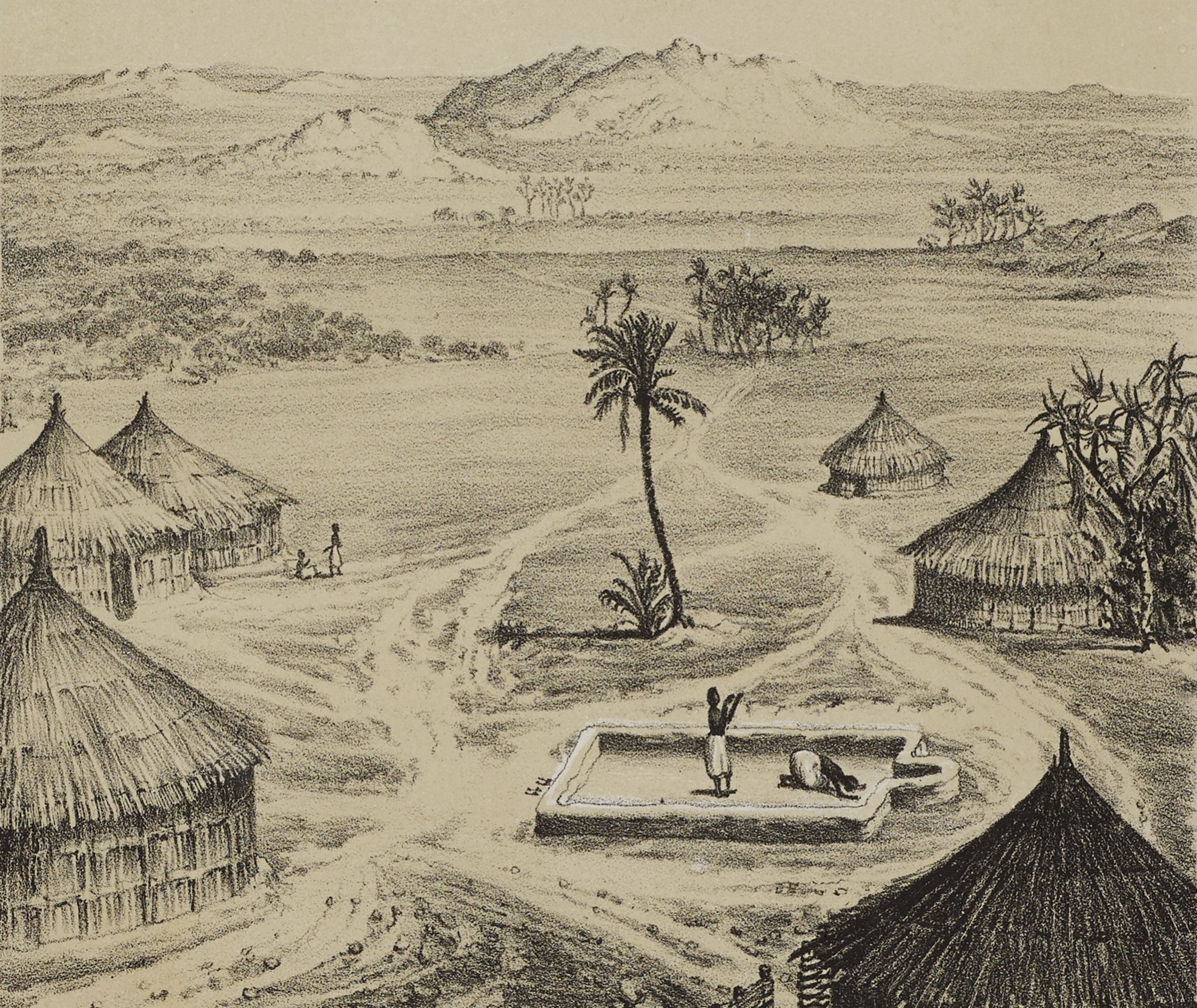
Eenvoudige dorpsmoskee in Opper-Nubië, midden 19e eeuw

Ten tijde van het bezoek van David Reubeni in 1523 hadden de Funj, oorspronkelijk heidenen of syncretische christenen, zich bekeerd tot de islam. Waarschijnlijk bekeerden ze zich om hun heerschappij over hun moslimonderdanen te versoepelen en om de handel met buurlanden als Egypte te vergemakkelijken. Hun omarming van de islam was slechts nominaal en in feite vertraagden de Funj effectief de islamisering van Nubië, omdat ze in plaats daarvan tijdelijk de Afrikaanse sacrale tradities versterkten.  
De monarchie die zij vestigden was goddelijk, vergelijkbaar met die van veel andere Afrikaanse staten: De sultan van Funj had honderden vrouwen en bracht het grootste deel van zijn regering door in het paleis, afgezonderd van zijn onderdanen en onderhield alleen contact met een handvol functionarissen. Hij mocht niet gezien worden terwijl hij at. Bij de zeldzame gelegenheden dat hij in het openbaar verscheen, deed hij dat alleen met een sluier en vergezeld van veel pracht en praal. De sultan werd regelmatig berecht, en kon als hij tekortschoot, worden geëxecuteerd. Van alle Funj, maar vooral van de sultan, werd gedacht dat ze tovenarij konden ontdekken. Er werd aangenomen dat islamitische talismannen die in Sennar waren geschreven, speciale krachten hadden vanwege de nabijheid van de sultan.  
Onder de bevolking waren zelfs de basisbeginselen van de islam niet algemeen bekend. Varkensvlees en bier werden in een groot deel van het koninkrijk als hoofdvoedsel gegeten, de dood van een belangrijk individu werd betreurd door "gemeenschappelijke dansen, zelfverminking en rollen in de as van het feestvuur". In ieder geval in sommige regio's werd van ouderen, kreupelen en anderen die vermeend werden een last te zijn voor hun familieleden en vrienden verwacht dat zij zouden vragen levend begraven te worden of op een andere manier te worden verwijderd. Nog in de late 17e eeuw werd er over het sultanaat van Funj geschreven dat het zich niet hield aan de "wetten van de Turken", oftewel de islam. Tot de 18e eeuw was de islam dus niet veel meer dan een façade. 
Desondanks fungeerden de Funj vanaf het begin als sponsors van de islam en moedigden zij de vestiging van islamitische heiligen in hun gebied aan. In de latere periode dwongen burgeroorlogen de boeren om bescherming te zoeken bij de heilige mannen; de sultans verloren de boerenbevolking aan de oelama. 

### Christendom

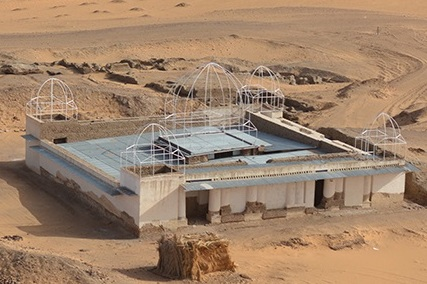
De 11e-eeuwse kerk van Banganarti, vroeger een van de belangrijkste pelgrimsoorden van het christelijke Nubië, bleef tot het einde van de 16e eeuw een plaats van aanbidding en bewoning

De ineenstorting van de christelijke Nubische staten ging hand in hand met de ineenstorting van de christelijke instellingen. Het christelijk geloof zou echter blijven bestaan, al zou het geleidelijk afnemen. In de 16e eeuw waren grote delen van de bevolking van Nubië nog steeds christelijk. Dongola, de voormalige hoofdstad en het christelijke centrum van het Makurische koninkrijk, zou tegen het begin van de 16e eeuw grotendeels geïslamiseerd zijn, hoewel een franciscaanse brief het bestaan bevestigt van een gemeenschap direct ten zuiden van Dongola die tot in 1742 een "vervalst christendom" beoefende. Volgens het verslag van Jacques-Charles Poncet uit 1699 reageerden moslims op hun ontmoetingen met christenen in de straten van Sennar door de sjahada te reciteren. Het lijkt erop dat de regio Fazughli na de verovering in 1685 minstens één generatie lang christelijk is geweest. Er werd zelfs nog in 1773 melding gemaakt van een christelijk vorstendom in de regio. De Tigre in het noordwesten van Eritrea, die deel uitmaakten van de Beni Amer-confederatie, bleven christenen tot in de 19e eeuw. Rituelen die voortkwamen uit christelijke tradities overleefden de bekering tot de islam en werden tot in de 20e eeuw nog steeds beoefend. 
Vanaf de 17e eeuw waren er in Sennar buitenlandse christelijke groepen aanwezig, voornamelijk handelaren, waaronder Kopten, Ethiopiërs, Grieken, Armeniërs en Portugezen. Het sultanaat diende ook als tussenstation voor Ethiopische christenen die naar Egypte en het Heilige Land reisden, en voor Europese missionarissen die naar Ethiopië reisden. 

## Talen
In de christelijke periode werden in de regio van Aswan in het noorden tot een onbekend punt ten zuiden van de samenvloeiing van de Blauwe en Witte Nijl Nubische talen gesproken. Ze bleven belangrijk tijdens de Funj-periode, maar werden geleidelijk vervangen door het Arabisch. Dit proces werd in centraal Soedan in de 19e eeuw grotendeels voltooid, hoewel er zelfs toen nog beperkt meldingen waren van Nubisch dat nog gesproken werd tot aan de 5e cataract in het zuiden, zo niet tot Shendi. 
Nadat de Funj zich tot de islam bekeerden, werd het Arabisch de lingua franca van het bestuur en de handel. Daarnaast werd het ook gebruikt als religieuze taal. Terwijl het koninklijk hof nog enige tijd hun pre-Arabische taal zou blijven spreken, was ca. 1700 de voertaal aan het hof Arabisch geworden. In de 18e eeuw werd het Arabisch de schrijftaal van het staatsbestuur. Zelfs in 1821, toen het koninkrijk viel, waren sommige provinciale edelen nog steeds niet in staat Arabisch te spreken. Evliya Çelebi (17e eeuw) en Joseph Russegger (midden 19e eeuw) beschreven een pre-Arabische taal in het hartland van de Funj. Çelebi gaf een lijst met cijfers en een gedicht, beide geschreven in Arabisch schrift; de cijfers zijn duidelijk Kanuri, terwijl de taal die voor het gedicht is gebruikt onbekend blijft. Russegger stelde dat er een Fungi-taal werd gesproken, die qua klank leek op het Nubisch en die veel Arabische woorden had overgenomen, tot in het noorden van Khartoem, hoewel die taal al tot een secundaire rol was gereduceerd vergeleken met het Arabisch. In Kordofan werd het Nubisch nog steeds als primaire of in ieder geval secundaire taal gesproken, zelfs in de jaren twintig en dertig van de 19e eeuw. 

## Handel
Tijdens de regering van sultan Badi III in de late 17e en vroege 18e eeuw werd de welvarende en kosmopolitische hoofdstad Sennar beschreven als "bijna de grootste handelsstad" van heel Afrika. De rijkdom en macht van de sultans berustten lange tijd op de controle over de economie. Alle karavanen stonden onder controle van de vorst, evenals de goudvoorraad die als belangrijkste munteenheid van de staat fungeerde. Belangrijke inkomsten kwamen uit douanerechten op de karavaanroutes naar Egypte en de havens aan de Rode Zee en uit het pelgrimsverkeer vanuit West-Soedan. Eind 17e eeuw openden de Funj de handel met het Ottomaanse Rijk. Aan het einde van de 17e eeuw ontstond er door de invoering van munten een ongereguleerd marktsysteem en verloren de sultans de controle over de markt aan een nieuwe middenklasse van handelaren. Buitenlandse valuta werden op grote schaal gebruikt door handelaren die de macht van de monarch probeerden te omzeilen en zo de economie nauwlettend in de gaten wilden houden. De bloeiende handel creëerde een rijke klasse van goed opgeleide en geletterde kooplieden, die veel over de islam lazen en zich grote zorgen maakten over het gebrek aan orthodoxie in het koninkrijk. Het sultanaat deed ook zijn best om de slavenhandel naar Egypte te monopoliseren, vooral door de jaarlijkse karavaan van wel duizend slaven. Dit monopolie was het meest succesvol in de 17e eeuw, hoewel het in de 18e eeuw nog enigszins werkte. 
- Library of Congress Control Number: sh85052477
- Nationale Bibliotheek van Israël: 987007292262205171
- TDVİA: func